# Kuninkaansaari (ö i Finland)
Kuninkaansaari är en ö i Finland. Den ligger i sjön Iisvesi, Virmasvesi och Rasvanki och i kommunerna Rautalampi och Tervo och landskapet Norra Savolax, i den centrala delen av landet, 300 km norr om huvudstaden Helsingfors. Öns area är 1,5 kvadratkilometer och dess största längd är 3,4 kilometer i sydöst-nordvästlig riktning.